# Hereafter
Hereafter è un film del 2010 diretto da Clint Eastwood da una sceneggiatura di Peter Morgan.

## Trama
In un viaggio in India, la giornalista e conduttrice televisiva di Parigi Marie Lelay viene investita dallo tsunami dell'Oceano Indiano del 2004. Estratta dall'acqua senza vita, viene rianimata ma ha un'esperienza di pre-morte. Marie si ritrova poi con il suo amante Didier, mentre il disastro si attenua e i due ritornano a Parigi.
George Lonegan è un operaio di San Francisco. Subisce un incidente, in seguito al quale viene salvato in extremis e vive un’esperienza premorte. Quel trauma lo aveva reso in grado di comunicare con l’aldilà, i suoi servizi di sensitivo erano molto richiesti dalle persone che avevano subìto un lutto e guadagnava anche molto, ma vengono da lui vissuti come una condanna, perciò sceglie di lavorare in fabbrica. A ogni modo, prova ancora per una volta con Christos, un amico del fratello Billy, mostrandosi anche molto bravo e capace.
Marcus è un bambino di Londra che, dopo la morte del gemello Jason in un incidente stradale, si trova solo, allontanato dalla madre con problemi di dipendenze dall'alcool e dall'eroina e senza poter contare sulla presenza rassicurante del fratello, al quale si appoggiava in tutto. Affidato a una famiglia, è ancora bloccato dal trauma della perdita.
Al ritorno a Parigi, Marie non sembra essersi ripresa completamente e questa esperienza le fa riconsiderare tutta la sua vita, le sue convinzioni, il suo lavoro, i suoi affetti, fino alla decisione di scrivere un libro per rompere il muro di silenzio che circonda l'argomento della morte e dell'aldilà. Ciò, quindi, provoca un vero terremoto nella sua vita sentimentale e professionale. Il suo fidanzato-manager, estremamente scettico sul tema metafisico, le propone una pausa.
A un corso di cucina, George viene abbinato a Melanie, una giovane donna che si è trasferita da poco in città dopo una vicenda sentimentale chiusa infelicemente. I due preparano la cena a casa di George e un messaggio telefonico di Billy costringe George a rivelare il suo passato di sensitivo. Melanie convince George a contattare lo spirito di suo padre, che, durante la comunicazione, chiede perdono per quello che le ha fatto da bambina. Melanie fugge in lacrime e non torna al corso di cucina.
Marie si reca in Svizzera per incontrare la direttrice di un ospizio, una volta scettica e ora convinta che l'aldilà esista, che la incoraggia a scrivere un libro sulla sua esperienza, nella speranza che la comunità scientifica accetti la realtà della vita oltre la morte.
Marcus ruba i soldi dai suoi genitori adottivi e cerca aiuto per contattare Jason defunto, ma incontra solo impostori. Prendendo la metropolitana di Londra a Charing Cross, il vento porta via il cappello di Jason dalla testa di Marcus. Nel disperato tentativo di recuperarlo, Marcus perde il suo treno, che esplode durante gli attentati di Londra del 2005.
Dopo aver parlato con un editore di una biografia di François Mitterrand, Marie propone il suo nuovo manoscritto: Hereafter: A Conspiracy of Silence. L'editore rifiuta il lavoro, ma la mette in contatto con altri due editori, uno inglese e l’altro americano. Marie apprende che Didier non ha intenzione di lasciarla tornare al suo lavoro, poiché il suo interesse pubblico per l'aldilà ha danneggiato la sua reputazione e lui stesso ha una relazione con un'altra giornalista. Intanto, il libro di Marie viene valutato positivamente dall'editore americano.
Lasciato il suo lavoro in fabbrica, George viene convinto da Billy a riprendere la sua pratica sensitiva, ma cambia idea e lascia San Francisco recandosi a Londra per visitare la casa, ora museo, del suo autore preferito, Charles Dickens. Durante la visita al Charles Dickens Museum è attratto dalla locandina di una importante fiera del libro che si tiene lo stesso giorno in città. Lì incontra Marie che sta presentando il suo libro. Quando Marie consegna a George una copia firmata, quest’ultimo ha un lampo psichico del suo quasi annegamento.
Qui si trova anche Marcus che riconosce George e riesce alla fine a convincerlo a entrare in contatto con il gemello ed essere incoraggiato a vivere contando maggiormente su sé stesso; Marcus ricambia dando a George l'indirizzo dell'hotel di Marie. Dopo aver ricevuto un messaggio da George, Marie è felice di incontrarlo in un café all'aperto. Iniziano così a parlarsi, attratti dalla loro affinità, alla ricerca di risposte, e iniziando, tutto fa supporre, anche una storia d’amore.

## Produzione
Nel marzo 2008 la DreamWorks acquistò uno spec script scritto da Peter Morgan con l'intenzione di girarne un film. Dopo che il produttore esecutivo Steven Spielberg manifestò alcuni dubbi circa la storia, Morgan si occupò della sua riscrittura, cambiando anche il finale, salvo poi ripristinarlo dopo un ciclo successivo di ulteriori rimaneggiamenti.
Dopo la scissione dalla Paramount Pictures, la DreamWorks riuscì a mantenere tra le proprie file il progetto, interessata ad avere Clint Eastwood per la regia. Dopo aver intavolato delle primissime trattative, nel novembre 2008, Eastwood accettò l'accordo propostogli, nel primo thriller soprannaturale della sua intera carriera, spaziata tra film western, drammatici e d'azione. La Malpaso Productions, casa di produzione di Eastwood, si è occupata della supervisione del film durante le fasi dello sviluppo.

### Riprese
In merito alle fruizioni sul bilancio per la lavorazione, fornite dagli sgravi fiscali e dal supporto finanziario dell'UK Film Council, le riprese si sono svolte in buona parte nel Regno Unito, sebbene si siano svolte anche, in minor parte, in tre differenti nazioni.
Le riprese sono iniziate in Francia il 19 ottobre 2009 nei pressi di Chamonix. In seguito, la troupe si è spostata a Parigi per una quattro giorni di riprese.
A novembre, per tre settimane, le riprese sono state trasferite a Londra. Al termine del ciclo di lavorazione londinese, la produzione è stata temporaneamente fermata per permettere a Matt Damon di dedicarsi a un altro film, ripartendo poi il 12 gennaio seguente con location l'isola hawaiana di Maui per girare le scene dello tsunami. Il 19 gennaio, la troupe si è spostata in California, nella San Francisco Bay Area, con Matt Damon nuovamente sul set. Gli effetti visivi sono curati dalla Scanline VFX, una società di Los Angeles, che ha realizzato la sequenza dello tsunami, creando un'immensa massa d'acqua e controfigure digitali.

### Cast
Tra gli interpreti principali del film figura Matt Damon, che era già stato diretto da Eastwood in passato in Invictus - L'invincibile. Dal momento che le date di produzione erano in conflitto con gli impegni lavorativi già presi dall'attore in precedenza, non era sicura la sua partecipazione, ma Eastwood, pur di avere Damon nel cast, modificò personalmente il piano di produzione così da permettere all'attore di girare il film fantascientifico I guardiani del destino e liberarsi per Hereafter.
Il resto del cast è composto da nomi internazionali; gli statunitensi Bryce Dallas Howard e Jay Mohr interpretano rispettivamente la compagna di corso e il fratello del personaggio di Matt Damon. Un ruolo di spicco lo ha l'attrice belga Cécile de France, nel ruolo di una giornalista televisiva sopravvissuta a uno tsunami; attori francesi che fanno parte del cast sono Thierry Neuvic e Mylène Jampanoï. A completare il cast vi sono i britannici Derek Jacobi, Lyndsey Marshal e i giovani fratelli gemelli Frankie e George McLaren, al loro esordio sul grande schermo.

## Distribuzione

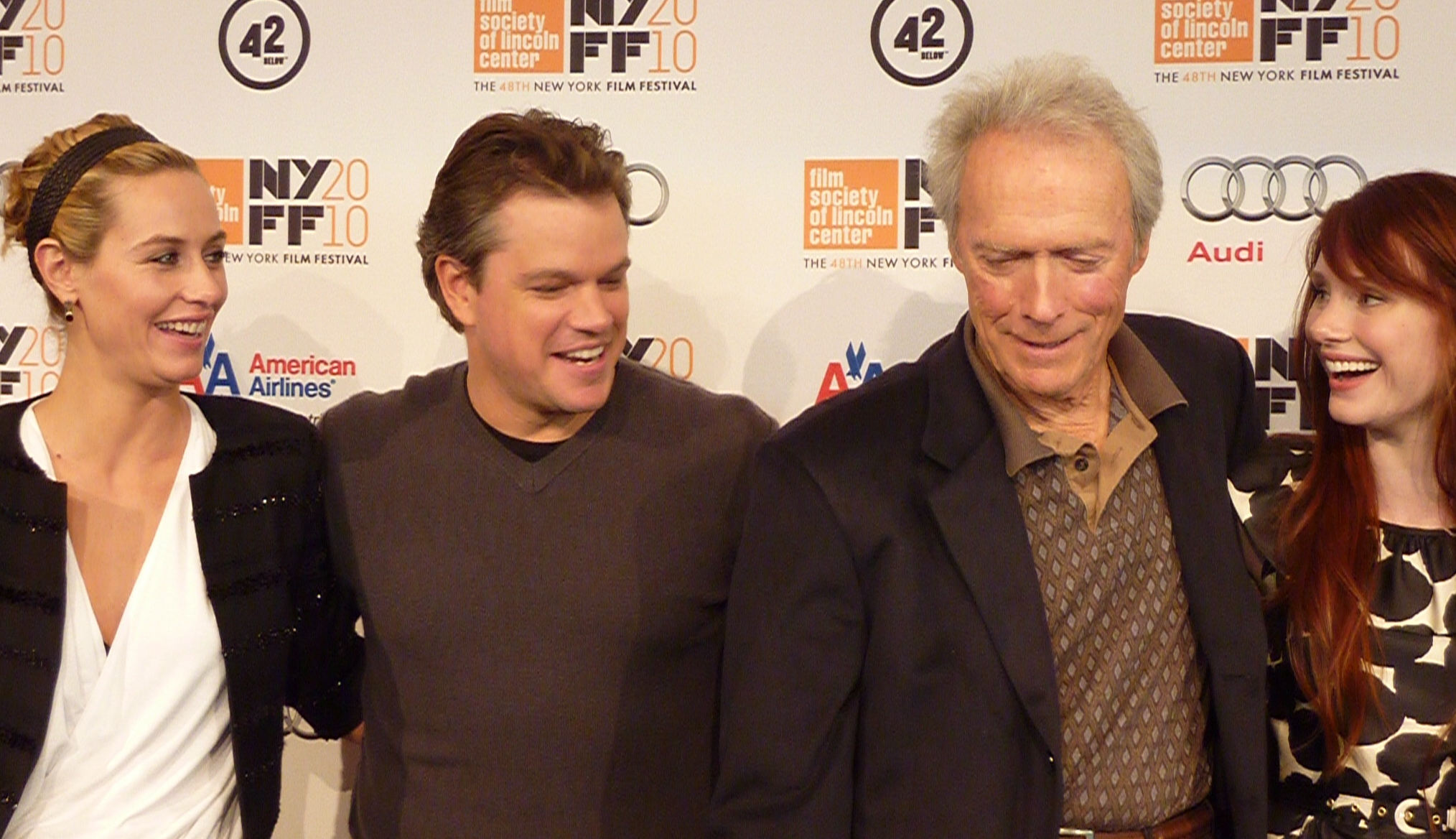
Cécile de France, Matt Damon, Clint Eastwood e Bryce Dallas Howard al New York Film Festival (2010)

Hereafter doveva originariamente debuttare nelle sale cinematografiche americane nel dicembre 2010, ma in vista dei premi Oscar 2011 la Warner Bros. anticipò la data d'uscita per Canada e Stati Uniti di due mesi circa, al 22 ottobre.
Il film è stato mostrato in anteprima mondiale il 12 settembre all'edizione 2010 del Toronto International Film Festival; successivamente sarà il film di chiusura della 48esima edizione del New York Film Festival.
In Italia il film è stato programmato nelle sale italiane dal 5 gennaio 2011.
A causa dello tsunami abbattutosi sul Giappone, il 14 marzo 2011 è stato deciso, da parte della Warner Japan, di ritirare il film dalle sale cinematografiche nel paese essendo stato giudicato inappropriato.

## Accoglienza

### Incassi
Il film, con un budget di 50 milioni di dollari, ha incassato nel mondo 103.800.000 dollari, di cui 32 milioni negli Usa e circa 10 in Italia

## Riconoscimenti
- 2011 - Premio Oscar
  - Candidatura Migliori effetti speciali a Michael Owens, Bryan Grill, Stephan Trojansky e Joe Farrell
- 2011 - David di Donatello
  - Miglior film straniero a Clint Eastwood
- 2010 - National Board of Review Awards
  - Miglior dieci film
- 2011 - Saturn Award
  - Candidatura Miglior film di fantascienza
  - Candidatura Miglior regia a Clint Eastwood
  - Candidatura Miglior attrice protagonista a Cécile de France
  - Candidatura Miglior attore emergente a Frankie McLaren e George McLaren
  - Candidatura Miglior sceneggiatura a Peter Morgan
  - Candidatura Miglior colonna sonora a Clint Eastwood
- 2011 - Central Ohio Film Critics Association Awards
  - Candidatura Attore dell'anno a Matt Damon
- 2011 - Nastro d'argento
  - Miglior film extraeuropeo a Clint Eastwood
- 2010 - Visual Effects Society
  - Migliori effetti visivi a Michael Owens, Joel Mendias, Bryan Grill e Danielle Plantec
  - Candidatura Miglior scena (Scena dello tsunami) a Joseph Farrell, Nick Crew, Jamie Hallett e Christine Lo
- 2011 - Young Artist Awards
  - Candidatura Miglior attore giovane non protagonista a Frankie McLaren
  - Candidatura Miglior attore giovane non protagonista a George McLaren
- 2011 - Society of Camera Operators
  - Candidatura Operatore alla camera dell'anno a Stephen S. Campanelli